# Barogo
Barogo est une localité située dans le département de Saaba de la province du Kadiogo dans la région Centre au Burkina Faso. En 2006, cette localité comptait 1 615 habitants dont 48,2 % de femmes.

## Santé et éducation
Le centre de soins le plus proche de Barogo est le centre médical de Saaba tandis que l'hôpital d'importance est le centre hospitalo-universitaire (CHU) du pays qui se trouve dans le quartier de Bogodogo à Ouagadougou.